# Lista ariilor cu management multifuncțional din Republica Moldova
În Republica Moldova, ariile cu management multifuncțional sunt arii protejate, care reprezintă spații terestre și/sau acvatice (arii cu resurse gospodărite) în care, concomitent cu conservarea naturii, se efectuează valorificarea reglementată a florei, faunei, resurselor de apă și pășunilor, se practică turismul reglementat. Conform Legii nr. 1538 din 25.02.1998 privind fondul ariilor naturale protejate de stat, sunt înregistrate 32 astfel de arii: 5 sectoare reprezentative cu vegetație de stepă, 25 sectoare reprezentative cu vegetație de luncă și 2 perdele forestiere de protecție. Suprafața totală este 8.009 ha.

## Lista
| Denumire                                                                   | Raion | Amplasare | Proprietar                                                                                               | Suprafață | Coordonate                                                  | Imagine        |
| -------------------------------------------------------------------------- | ----- | --- | --- | --------- | ----------------------------------------------------------- | -------------- |
| Sectoare reprezentative cu vegetație de stepă                              |       | | |           |                                                             |                |
| Sector de stepă în nordul Bugeacului                                       | GE    | satul Bugeac, la hotar cu raionul Cimișlia | Complexul Agroindustrial „Bugeac”                                                                        | 4 ha      | 46°24′26″N 28°42′45″E / 46.407131°N 28.712481°E             | vezi mai multe |
| Sector de stepă în nordul Bugeacului                                       | GE    | satul Dezghingea, la 3 km nord de complexul animalier | Întreprinderea Agricolă „Rodina”                                                                         | 15 ha     | 46°23′24″N 28°38′25″E / 46.389872°N 28.640413°E             | vezi mai multe |
| Sector de stepă a Bălților                                                 | SG    | la 3 km vest de satul Vrănești, raionul Sîngerei | Primăria satului Iezărenii Vechi                                                                         | 8 ha      | 47°37′05″N 28°04′02″E / 47.618192°N 28.067105°E             |                |
| Sector cu vegetație de stepă                                               | SL    | ocolul silvic Copanca, Andriașevca Nouă, parcela 69 | Gospodăria Silvică de Stat Bender                                                                        | 71 ha     | 46°44′18″N 29°34′58″E / 46.738433°N 29.582861°E             |                |
| Sector de stepă în sudul Bugeacului                                        | TR    | lângă satul Vinogradovca | Întreprinderea Agricolă „Ciumai”                                                                         | 50 ha     | 45°47′26″N 28°33′10″E / 45.79059°N 28.552844°E              | vezi mai multe |
| Sectoare reprezentative cu vegetație de luncă                              |       | | |           |                                                             |                |
| Luncă mlăștinoasă cu trestie                                               | DN    | râul Cubolta, satul Maramonovca | Întreprinderea Agricolă „Aurora”                                                                         | 10 ha     | 48°11′52″N 27°47′07″E / 48.197757°N 27.785186°E             | vezi mai multe |
| Luncă mlăștinoasă cu rogoz                                                 | DN    | râul Căinari, satul Maramonovca | Întreprinderea Agricolă „Aurora”                                                                         | 33 ha     | 48°12′59″N 27°50′47″E / 48.216509°N 27.846517°E             |                |
| Luncă cu iarba-câmpului stoloniferă                                        | DN    | lunca inundabilă a râului Răut, satul Baraboi (105 ha), lunca inundabilă a râului Răut, satul Fîntînița (36 ha), lunca inundabilă a râului Răut, satul Briceva (8 ha) | Întreprinderea Agricolă „Baraboi”, Întreprinderea Agricolă „Victoria”, Întreprinderea Agricolă „Tîrnova” | 149 ha    | 48°05′05″N 27°39′56″E / 48.084785°N 27.665575°E             |                |
| Luncă inundabilă cu vegetație de baltă                                     | LV    | lunca inundabilă a râului Prut, la nord-vest de orașul Leova | Primăria orașului Leova                                                                                  | 50 ha     | 46°29′29″N 28°14′02″E / 46.491348°N 28.233944°E             |                |
| Luncă cu dumbravnic                                                        | OR    | lunca inundabilă a râului Răut, satul Isacova | Primăria satului Isacova                                                                                 | 10 ha     | 47°23′08″N 28°43′32″E / 47.385633°N 28.7255°E               |                |
| Luncă cu predominarea ierbii-câmpului gigantice                            | SG    | afluenții râului Soloneț, satul Drăgănești | Întreprinderea Agricolă „Drăgănești”                                                                     | 15 ha     | 47°43′35″N 28°13′51″E / 47.726422°N 28.230696°E             |                |
| Luncă cu predominarea golomățului                                          | SG    | râul Soloneț, satul Drăgănești | Întreprinderea Agricolă „Drăgănești”                                                                     | 15 ha     | 47°43′44″N 28°16′12″E / 47.728784°N 28.270075°E             |                |
| Luncă cu firuță                                                            | SG    | afluentul râului Ciulucul Mic, satul Bursuceni | Întreprinderea Agricolă „Doina”                                                                          | 12 ha     | 47°29′32″N 28°00′10″E / 47.492104°N 28.002706°E             |                |
| Luncă cu iarba-câmpului                                                    | SG    | râul Ciulucul Mic, satul Bursuceni | Întreprinderea Agricolă „Doina”                                                                          | 3 ha      | 47°29′09″N 27°59′48″E / 47.485768°N 27.996669°E             |                |
| Luncă cu puccinelie                                                        | SG    | lunca inundabilă a râului Ciulucul Mic, satul Dumbrăvița | Întreprinderea Agricolă „Dumbrăvița”                                                                     | 20 ha     | 47°29′53″N 28°06′32″E / 47.497994°N 28.108935°E             |                |
| Luncă cu iarba-câmpului stoloniferă                                        | SG    | afluentul râului Ciulucul Mic, satul Dumbrăvița | Întreprinderea Agricolă „Dumbrăvița”                                                                     | 20 ha     | 47°28′50″N 28°08′18″E / 47.480473°N 28.138406°E             |                |
| Luncă cu păiuș                                                             | SG    | lunca inundabilă a râului Ciulucul Mijlociu, satul Slobozia-Chișcăreni | Întreprinderea Agricolă „Chișcăreni”                                                                     | 40 ha     | 47°34′21″N 27°58′26″E / 47.572499°N 27.973833°E             |                |
| Luncă cu bumbăcariță                                                       | ST    | valea râului Buda, Căpriana, parcelele 19-21 | Gospodăria Silvică de Stat Strășeni                                                                      | 20 ha     | 47°05′31″N 28°28′53″E / 47.091835°N 28.481503°E             | vezi mai multe |
| Luncă cu bumbăcariță                                                       | ST    | zona de protecție a rezervației științifice „Codru”, între parcelele 5, 9, 10 | Întreprinderea Agricolă „Lozova”                                                                         | 15 ha     | 47°06′22″N 28°21′45″E / 47.10608°N 28.362381°E              | vezi mai multe |
| Luncă cu firuță                                                            | TL    | afluentul râului Răut, satul Chițcanii Vechi | Primăria satului Chițcanii Vechi                                                                         | 20 ha     | 47°35′53″N 28°28′12″E / 47.598058°N 28.470094°E             | vezi mai multe |
| Luncă cu puccinelie gigantică                                              | TL    | lunca inundabilă a râului Ciulucul Mare, satul Verejeni | Primăria satului Verejeni                                                                                | 30 ha     | 47°33′30″N 28°26′26″E / 47.558428°N 28.440453°E             | vezi mai multe |
| Luncă cu puccinelie distanțată                                             | TL    | lunca inundabilă a râului Ciulucul Mijlociu, satul Verejeni | Primăria satului Verejeni                                                                                | 10 ha     | 47°31′38″N 28°27′26″E / 47.527296°N 28.457341°E             |                |
| Luncă cu vegetație halofită                                                | TL    | lunca inundabilă a râului Ciulucul Mare, satul Bănești | Primăria satului Bănești                                                                                 | 20 ha     | 47°33′47″N 28°23′36″E / 47.562977°N 28.39326°E              | vezi mai multe |
| Luncă cu predominarea golomățului                                          | TL    | lunca inundabilă a râului Ciulucul Mijlociu, satul Zgărdești | Primăria satului Zgărdești                                                                               | 20 ha     | 47°32′15″N 28°11′54″E / 47.537454°N 28.198195°E             |                |
| Luncă cu iarba-câmpului gigantică                                          | TL    | afluentul râului Ciulucul Mijlociu, satul Mîndrești | Primăria satului Mîndrești                                                                               | 8 ha      | 47°30′50″N 28°16′03″E / 47.513778°N 28.267481°E             |                |
| Luncă cu ovăzcior                                                          | UN    | afluentul râului Cula, satul Cornova | Întreprinderea Agricolă „Năpădeni”                                                                       | 4 ha      | 47°25′28″N 28°09′44″E / 47.424373°N 28.162254°E             |                |
| Luncă cu păiuș                                                             | UN    | lunca inundabilă a râului Cula, satul Condrătești | Întreprinderea Agricolă „Condrătești”                                                                    | 57 ha     | 47°25′47″N 28°06′05″E / 47.429727°N 28.101342°E             | vezi mai multe |
| Luncă cu coada-vulpii                                                      | UN    | lunca inundabilă a râului Cula, satul Hîrcești | Întreprinderea Agricolă „Luceafărul”                                                                     | 59,5 ha   | 47°25′28″N 28°03′38″E / 47.424457°N 28.060534°E             | vezi mai multe |
| Luncă cu păiuș                                                             | UN    | lunca inundabilă a râului Cula, satul Hîrcești | Întreprinderea Agricolă „Luceafărul”                                                                     | 21,4 ha   | 47°25′43″N 28°04′46″E / 47.428627°N 28.079352°E             | vezi mai multe |
| Luncă cu firuță                                                            | UN    | lunca inundabilă a râului Cula, satul Hîrcești | Întreprinderea Agricolă „Luceafărul”                                                                     | 12,8 ha   | 47°25′34″N 28°04′20″E / 47.425984°N 28.072093°E             | vezi mai multe |
| Perdele forestiere de protecție                                            |       | | |           |                                                             |                |
| Sistemul de perdele forestiere de protecție din satul Tvardița             | CE    | satul Tvardița, numărul perdelelor: 1-5 (7,1 ha), 8-22 (20,5 ha), 27 (1,7 ha), 39 (0,98 ha), 43 (1,1 ha), 49-50 (2,6 ha), 52 (1,4 ha), 54-59 (7,2 ha), 65 (1,3 ha), 68-69 (2,3 ha), 73-75 (3,7 ha), 77 (0,8 ha), 81-86 (5,3 ha), 88 (1,6 ha), 96-97 (2,7 ha), 99 (2 ha), 100-108 (19,8 ha) | Întreprinderea Agricolă „Lenin”                                                                          | 80,2 ha   | 46°11′06″N 28°59′39″E / 46.184866°N 28.994109°E             | vezi mai multe |
| Sistemul de perdele forestiere de protecție din preajma municipiului Bălți | RS    | la hotarele municipiului Bălți | Asociația Științifică de Producție „Selecția”                                                            | 127,5 ha  | 47°48′35″N 27°54′11″E / 47.809722222222°N 27.903055555556°E | vezi mai multe |